# Depressão interplanáltica
Depressão interplanáltica, no Brasil, é uma área mais baixa que circundam planaltos. No Brasil, são onze as depressões interplanática. As principais são: Depressão Marginal Norte amazônica, Depressão Marginal Sul amazônica, Depressão Sertaneja e do São Francisco, Depressão Periférica da Borda leste da Bacia do rio Paraná e depressão do Vale do Rio Doce.